# Flustramorpha angusta
Flustramorpha angusta är en mossdjursart som beskrevs av Hayward och Cook 1979. Flustramorpha angusta ingår i släktet Flustramorpha och familjen Microporellidae. Inga underarter finns listade i Catalogue of Life.